# ABU Robocon
ABU Robocon (The Asia-Pacific Robot Contest - Азиатско-тихоокеанские соревнования роботов) — соревнования робототехники в Азиатско-океанском колледже. Основаны в 2002 году Азиатско-тихоокеанским вещательным союзом (ABU). В ходе соревнований роботы выполняют задачу за определенное время. Конкурс направлен на создание дружественных отношений между командами молодых разработчиков из разных стран, а также помочь технологическому прогрессу и технологии вещания в регионе. Мероприятие транслируется во многих странах через членов Азиатско-Тихоокеанского Вещательного Союза.